# Aluminiumdruckguss
Unter Aluminiumdruckguss versteht man ein Druckgussverfahren, bei dem Aluminium im flüssigen oder teigigen Zustand unter hohem Druck in eine vorgewärmte Stahlform gepresst wird. Es verdrängt die in der Form vorhandene Luft und wird während des Erstarrungsvorganges unter Druck gehalten. Die Dauerform aus Stahl ist das um das Schwindmaß vergrößerte genaue Negativ des herzustellenden Abgusses. Die Form besteht aus zwei Hälften (ggf. zusätzliche Schieber), so dass sie nach dem Füllvorgang und Erstarren des Metalls geöffnet und der Abguss aus ihr entfernt werden kann. Aluminiumdruckguss kann grundsätzlich nur auf Kaltkammer-Druckgießmaschinen produziert werden.

## Vorwärmen der Form
Für die Vorwärmung werden Heiz- und Kühlgeräte verwendet. Ungeeignet sind Gasbrenner, weil sie vorstehende Formteile und Kerne stärker anheizen. Hier besteht die Gefahr örtlicher Überhitzung des wärmebehandelten Formstahls, welche die Festigkeit vermindern können.

## Verlauf des Gießvorganges

Kaltkammer-Druckgießmaschine (Schema)

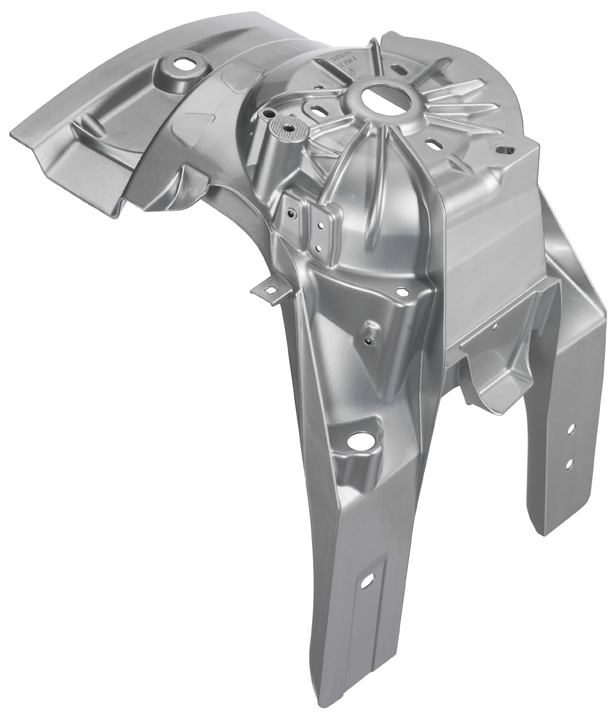
Alu-Druckgussteil

- Eingießen des Metalls in die Füllkammer ohne Druck mittels Dosierautomaten oder von Hand mittels eines Schöpflöffels
- Füllen der Form durch den Strömungsdruck
- Während der Formfüllung füllt das flüssige Metall durch den hydrodynamischen Druck die Form genau aus. Das ist eine Charakteristik des Druckgießens.
- Nach der Füllung wirkt der hydrostatische Druck auf den Abguss

Die Dosierung der Metallmenge ist sehr wichtig, damit der Pressrest weder zu klein noch zu groß wird. Bei zu kleinem Pressrest ist nicht genügend flüssiges Metall vorhanden, um die Form einwandfrei zu füllen. Bei zu großem Pressrest platzt er beim Öffnen der Form. Zudem verschiebt sich der Umschaltpunkt der 2. Phase, was zu Ausschuss führt.

## Strömungsvorgänge
Der eigentliche Gießvorgang beginnt mit dem Vorlaufen des Kolbens, der sich zunächst langsam bewegt, damit kein flüssiges Metall aus der Presskammeröffnung herausgeschleudert wird (1. Phase). Diese langsame Bewegung soll solange erfolgen, bis die Presskammer gefüllt ist und das Metall bis zum Anschnitt angekommen ist. Die in der Presskammer anwesende Luft wird dabei in den Formhohlraum verdrängt. Die Presskammer sollte immer zu 50 bis 60 % gefüllt sein, damit es keine Überschlagswelle gibt und nicht zu viel Luft verdrängt werden muss. 
Eine überschlagende Stoßwelle würde bereits in der Presskammer zu Lufteinschlüssen führen, die in den Formhohlraum gelangen und auch durch Entlüftungsmaßnahmen nicht mehr entfernt werden können, weil die Luft bereits im flüssigen Metall eingeschlossen ist. Von der Presskammer aus gelangt das Metall in den Lauf (2. Phase), der in seinem Querschnitt entweder konstant sein oder sich in Richtung auf den Ausschnitt verjüngen soll. Dies bedeutet, dass eine gleich bleibende oder geringfügig zunehmende Strömungsgeschwindigkeit erreicht werden soll. Sind mehrere Anschnitte vorhanden, so muss jeweils hinter der Abzweigung eine Verengung des Laufquerschnittes stattfinden. Der eigentliche Anschnitt soll dann unter einer Schräge an den Lauf herangeführt werden. Kurz vor dem Abguss soll der Anschnittquerschnitt planparallel sein, damit das Metall nicht düsenartig in den Formhohlraum eintritt.
Die Festlegung der Anschnitte erfolgt in den meisten Fällen nach den Gesichtspunkten des Strömungsverlaufes in der Form. Der Anschnitt muss so gelegt werden, dass das Metall ohne Turbulenz, nach Möglichkeit als Freistrahl, den Formhohlraum füllen kann. Gleichzeitig soll darauf geachtet werden, dass es nur in eine Richtung fließt und dass ein guter Wärmeaustausch und eine gleichmäßige Wärmeverteilung geschaffen wird. 
Der statische Nachdruck (3. Phase), der größer ist als der Strömungsdruck, soll das Metall des ganzen Abgusses während der Erstarrung verdichten und die Formausfüllung verbessern. Daraus ergibt sich, dass der Gießdruck schlagartig rasch anwachsen muss. Ein allmählicher Druckanstieg während der Formfüllung kann kaum wirksam werden, da die Form in Hundertstel- und oft Tausendstel-Sekunden gefüllt wird.

## Füllzeit der Form
Die Füllzeit steht in enger Beziehung zu den Wärme- und Temperaturverhältnissen in der Form. Die längste Füllzeit, mit der eine Form ohne beginnende Erstarrung gefüllt werden kann, ist die beste für das Gussteil. Die Füllzeit soll einerseits so kurz sein, dass während des Gießens keine Erstarrung eintritt. Anderseits soll sie so lang wie möglich sein, um die Trennmittel-Dämpfe über die Entlüftungskanäle zu entfernen.
Voraussetzung für die Herstellung von guten Druckgussteilen ist die richtige Anlage einer Form in Bezug auf Teilungen, Schieber usw., richtige Bemessung des Angusssystems und der Entlüftung und optimale Einstellung der Maschine.

## Aluminium-Gusslegierungen
Reines Aluminium wird als Gusswerkstoff kaum eingesetzt, da seine Festigkeitseigenschaften für viele Verwendungszwecke ungenügend sind. Erst durch seine Legierungen hat Aluminium besondere technische Bedeutung als Gusswerkstoff erlangt, da der Zusatz nur einiger Prozente an Legierungselementen in vielen Fällen eine wesentliche Verbesserung der Gieß- und Festigkeitseigenschaften bewirkt.
Für den Druckguss werden allgemein folgende Aluminium-Gusslegierungen verwendet: 
- AlSi9Cu3(Fe)
- AlSi12Cu1(Fe)
- AlSi12(Fe)
- AlSi10Mg(Cu)

Ebenso werden unter- und übereutektische Al-Si-Legierungen mit abweichenden mechanischen Eigenschaften verarbeitet. Auch Legierungen mit Kalt- und Warmauslagerung werden zunehmend vergossen, wobei die warmauslagernden Legierungen eine Vakuumabsaugung des Gießwerkzeuges erfordern.

## Einfluss der Legierungselemente in Aluminium-Gusslegierungen

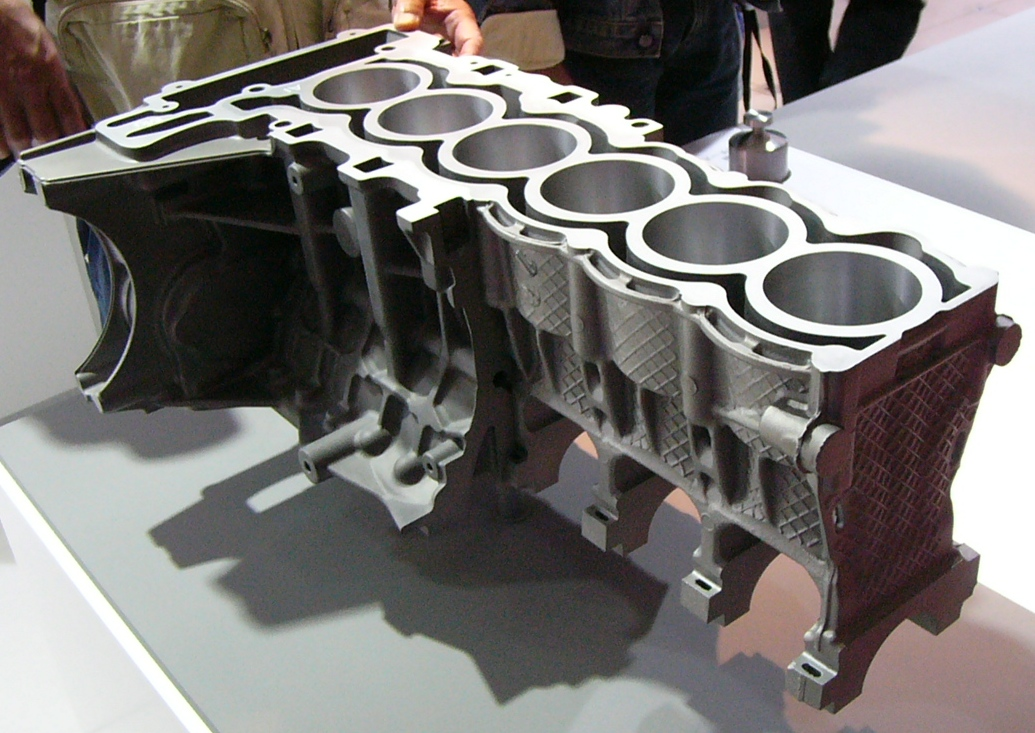
Zylinderblock eines BMW-Serie-N52-Motors. Druckguss im Hybridgießverfahren: Außenzonen Magnesium, Insert AlSi-Legierung.

### Silicium

#### Gefüge
Aluminium bildet mit 12,5 % Silicium ein Eutektikum, das bei 577 °C schmilzt. Im Zweistoffsystem gibt es keine Verbindung zwischen Aluminium und Silicium. Die Löslichkeit von Silicium im festen Aluminium beträgt im Gleichgewicht bei 577 °C 1,65 %, fällt bei 300 °C auf 0,22 % und bei tieferen Temperaturen noch weiter ab. Hat eine Legierung mehr Silicium als der Löslichkeit entspricht, so enthält das Gefüge neben Aluminium-Mischkristallen auch Silicium-Kristalle.
Wenn die Abkühlungsgeschwindigkeit nicht besonders groß ist, erstarrt das Silicium im eutektischen Gemisch in Form von kantigen Kristallen, Nadeln und Platten. Diese Ausbildungsformen werden durch kleine Beimengungen von z. B. Natrium, Strontium, Antimon oder Phosphor beeinflusst. Ähnliche Effekte bewirkt das Druckgießen aufgrund der schnellen Erstarrung.
Eutektikum1 ist ein Gemisch von Legierungselementen, welches von allen möglichen Zusammensetzungen den niedrigsten Schmelzpunkt besitzt. Der eutektische Punkt, z. B.: einer Al-Si-Legierung, liegt bei 12,5 % und 577 °C.

#### Gießeigenschaften
Je höher der Si-Gehalt, desto vorteilhafter wirkt er sich auf das Fließ- und Formfüllungsvermögen aus. Mit sinkendem Si-Gehalt wird das Fließvermögen schlechter.

#### Einfluss von Silicium auf das Speisungsverhalten
Mit steigendem Si-Gehalt, über 11 %, nimmt das Makro-Lunkervolumen stark zu. Das Einfallvolumen verläuft zum Makro-Lunkervolumen entgegengesetzt. Unter 9 % Si kommt es bei starkwandigen Teilen bevorzugt zu Sauglunkern. Die Speisungsmöglichkeiten von Makro-Lunkern sind bei Druckguss beschränkt (Vom Anschnitt liegende, dickwandige Gussteilbereiche bereiten einige Probleme, da Materialanhäufungen beim Schuss zuletzt gefüllt und zuletzt erstarren). Bei untereutektischen Legierungen macht sich Grobkorn infolge von Überhitzung durch Saugstellen bemerkbar.
Eine naheutektische Schmelze (um ca. 11 % Si) verursacht stärkere Makro-Lunker. Eutektische und naheutektische Al-Si-Schmelzen, die zu einem „körnigen“ oder „veredelten“ Gefüge führen, erstarren unter Bildung einer Randschale (exogene Erstarrung), so dass diese Schmelzen nicht für Sauglunker anfällig sind.

### Eisen
Bei Druckguss wirkt sich ein höherer Eisengehalt positiv aus (z. B., Leg. EN AC-AlSi9Cu3(Fe) max. 1,2 %), da es die Klebeneigung des Metalls an der Formoberfläche vermindert. Innerhalb der Toleranzgrenzen hat Eisen normalerweise keinen Einfluss auf die Gießeigenschaften. Unbeabsichtigte Erhöhung durch unsachgemäße Schmelz- oder Arbeitsweise in der Gießerei können zu Versprödung der Gussteile sowie zu unerwünschter Lunker-, Warmriss- oder Einfallstellenbildung führen.
Bei niedrigen Warmhalte- und Gießtemperaturen treten oftmals Schwereseigerungen auf, die sich auf dem Boden des Ofens sammeln. Die Seigerungsprodukte bestehen aus Eisen, Mangan und Silicium. Die Härte von Seigerungsprodukten beträgt 500–1000 Vickers.

### Kupfer
Kupferzusätze vermindern die Erstarrungsschrumpfung. Dies hat zur Folge, dass kupferhaltige Al-Legierungen leichter druckdichte Gussstücke erlauben. Positiven Einfluss haben Cu-Zusätze auf Festigkeit und Bearbeitbarkeit. Kupfer vermindert die Korrosionsbeständigkeit.

### Mangan
Mangan-Zusatz von einigen zehntel % vermindert den nachteiligen Einfluss des Eisens auf Dehnung und Schlagfestigkeit. Treten jedoch Eisen und Mangan in höherem Gehalt auf, so können diese bei ungünstigen Schmelzbedingungen, z. B. durch niedrige Warmhaltetemperaturen, zu harten Ausseigerungen führen.

### Magnesium
Bei gleichzeitiger Anwesenheit von Silicium, Kupfer oder Zink führt Magnesium zu einer Verbesserung der Bearbeitbarkeit infolge von Härtesteigerung. Magnesium hat keinen nachteiligen Einfluss auf das Korrosionsverhalten. Magnesium wird auch immer interessanter in der Automobilbranche, besonders wegen seines geringeren Gewichts.

### Nickel
Wichtigster Vorteil der Nickelzusätze ist die Erhöhung der Warmfestigkeit. Insbesondere Kolben und Zylinderköpfe sind die Haupteinsatzgebiete der nickelhaltigen Al-Legierungen.

### Zink
Unterschiedlicher Gehalt an Zink im Rahmen der Toleranzgrenzen sind im Allgemeinen ohne Einfluss. Im Druckguss wird der Zn-Gehalt zusammen mit Magnesium bei warmrissanfälligen Teilen gelegentlich eingeengt.

### Titan
Titan wird den Al-Legierungen hauptsächlich als Kornfeinungsmittel bis max. 0,15 % zugesetzt. Bei Sand- und Kokillengusslegierungen ist es kornfeinender Legierungsbestandteil.

### Blei
Blei liegt im festen Zustand ungelöst in Form feiner Tropfen vor. Innerhalb der Toleranzgrenzen (< 0,1 %) beeinflusst Pb die Legierungseigenschaften nicht merklich.

### Zinn
Zinn scheidet sich bei einem Gehalt über 0,02 % entlang der Korngrenzen aus und hat bei Überschreitung der Normaltoleranz eine sehr nachteilige Auswirkung auf das Warmrissverhalten – vor allem bei Druckguss.

## Schwindungsverhalten von Aluminium-Silicium-Schmelzen

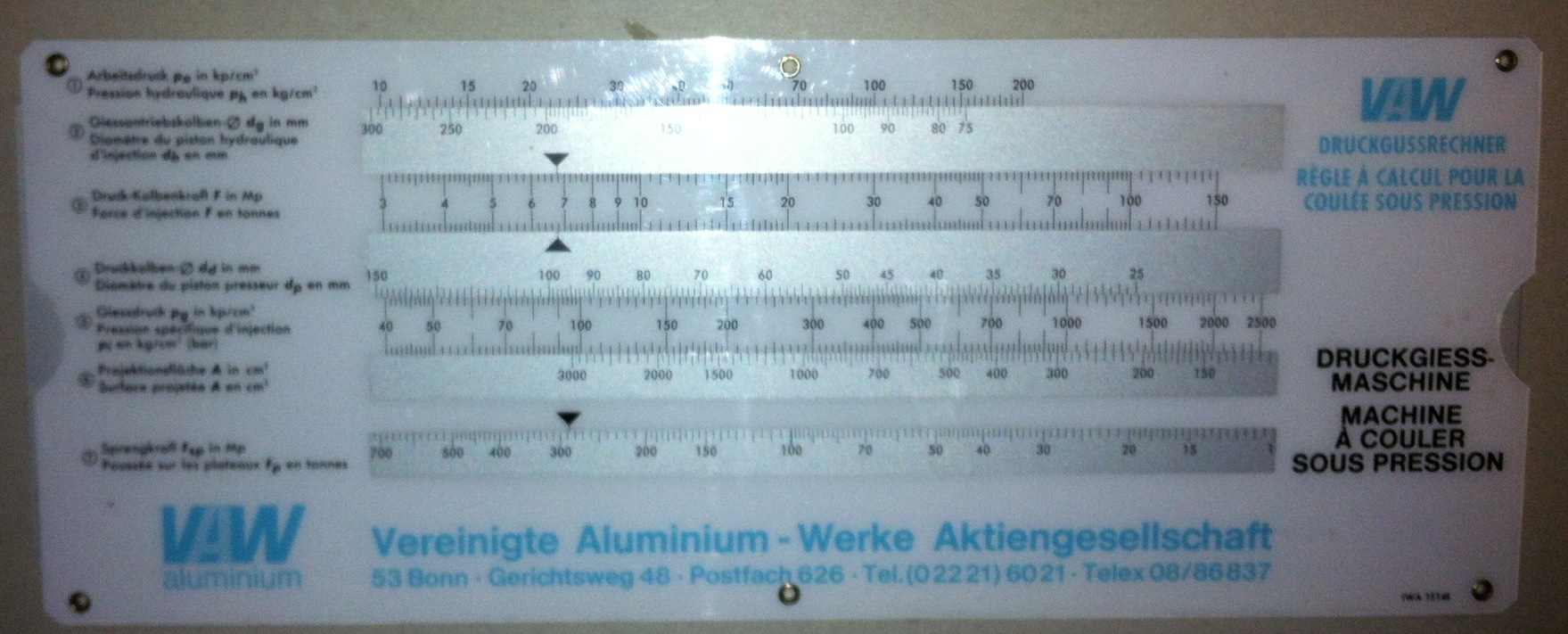
Druckgussrechner, Datenschieber

Wenn man flüssiges Aluminium von etwa 700 °C so in einen Formhohlraum gießt, dass die Form genau ausgefüllt ist, dann verringert sich das Volumen des Metalls bis auf Raumtemperatur aufgrund seiner Kontraktion um insgesamt etwa 1,3 %. Von diesem Gesamtwert entfallen 0,05 % auf die Flüssigkeits-, 0,75 % auf die Erstarrungs- und 0,5 % auf die Festkörperkontraktion.
Dieses Volumendefizit von 1,3 %, das bei Aluminium-Legierungen nicht viel geringer ist als bei Reinst-Metall, macht sich am erstarrenden Gussteil in Form vom Volumenfehlern bemerkbar. Diese Fehler treten neben der normalen Schwindung teils als Einfallstellen, teils als Makro-Lunker oder als Schwindungsporen auf.
Die Schwindung kann sich in einer Druckgießform nicht so ungehindert vollziehen wie beispielsweise in einer Sandgussform.
Der Ausdruck „Schwindung“ bedeutet in der Gießereitechnik außer einem Vorgang eine Maßgröße und zwar die prozentuale Maßabweichung des erkalteten Gussteils von den Abmessungen der Formfasson bei Betriebstemperatur.
Ob nun eine Schwindung frei oder behindert erfolgen kann, hängt fast ausschließlich von der geometrischen Gestalt des Gussteiles ab. Es ist also möglich, dass man an ein und demselben Gussteil für viele Maße das heute allgemein übliche Schwindmaß von 0,5 % anwenden kann, während für andere Bereiche 0,4 % noch zu viel sein könnte.
Die Formabmessungen sind unter Berücksichtigung anhand einer Schwindmaßzeichnung der betreffenden Druckgießlegierungen festzulegen.
| Druckgusslegierung   | Schwindmaß in % |
| -------------------- | --------------- |
| Aluminiumlegierungen | 0,5–0,7         |
| Magnesiumlegierungen | 0,5–0,8         |
| Zinklegierungen      | 0,4–0,6         |